# Nueva Chontalpa
Nueva Chontalpa är en ort i Mexiko.   Den ligger i kommunen Carmen och delstaten Campeche, i den sydöstra delen av landet, 900 km öster om huvudstaden Mexico City. Nueva Chontalpa ligger 28 meter över havet och antalet invånare är 647.
Terrängen runt Nueva Chontalpa är platt. Runt Nueva Chontalpa är det glesbefolkat, med 11 invånare per kvadratkilometer. Närmaste större samhälle är Licenciado Gustavo Díaz Ordaz, 19,7 km nordost om Nueva Chontalpa. Trakten runt Nueva Chontalpa består till största delen av jordbruksmark.